# Инон (Охајо)
Инон (енгл. Enon) град је у америчкој савезној држави Охајо.

## Демографија
По попису из 2010. године број становника је 2.415, што је 223 (-8,5%) становника мање него 2000. године.
| Група             | 2000.         | 2010.         |
| Белци             | 2.538 (96,2%) | 2.322 (96,1%) |
| Афроамериканци    | 15 (0,6%)     | 10 (0,4%)     |
| Азијати           | 16 (0,6%)     | 31 (1,3%)     |
| Хиспаноамериканци | 27 (1,0%)     | 20 (0,8%)     |
| Укупно            | 2.638         | 2.415         |